# Sam Witwer
Samuel Stewart Witwer, detto Sam (Glenview, 20 ottobre 1977), è un attore, doppiatore e musicista statunitense.
Deve la sua fama principalmente ai ruoli di Davis Bloome / Doomsday nella serie televisiva Smallville, Galen Nion Marek / Starkiller nel videogioco Star Wars: Il potere della Forza e Deacon St. John nel videogioco Days Gone.

## Carriera
Sam Witwer inizia la sua carriera come testimonial dei Chicago Bulls; in seguito partecipa con ruoli da guest star in diverse serie televisive tra cui E.R. - Medici in prima linea, Dark Angel, Angel, Star Trek: Enterprise, JAG, Cold Case, NCIS, Bones, Dexter, Shark e CSI - Scena del crimine. Tra il 2004 ed il 2005, Witwer ottiene la prima visibilità di rilievo grazie al ruolo ricorrente di Crashdown nella serie Battlestar Galactica. Nel 2007, Sam interpreta il ruolo del soldato Jessup nel film The Mist (tratto da un racconto di Stephen King), ma la popolarità mondiale arriva solo nel 2008 quando ottiene il ruolo fisso del villain Davis Bloome / Doomsday nell'ottava stagione della serie Smallville e nello stesso anno per aver prestato i suoi lineamenti fisici e doppiato il personaggio Galen Nion Marek più noto come Starkiller, protagonista nel videogioco di successo Star Wars: Il potere della Forza tratto dall'universo espanso. Witwer ha reinterpretato virtualmente il personaggio anche nel secondo capitolo della serie ovvero Star Wars: Il potere della Forza II, uscito su console il 29 ottobre 2010. Ha fatto anche vari camei nei film Crank e Gamer. Nel 2011 è protagonista del remake americano della serie britannica Being Human: la serie è finita dopo quattro stagioni nel 2014.

## Filmografia

### Attore

#### Cinema
- Crank, regia di Mark Neveldine e Brian Taylor (2006)
- The Mist, regia di Frank Darabont (2007)
- Pathology, regia di Marc Schölermann (2008)
- Gamer, regia di Mark Neveldine e Brian Taylor (2009)
- The Return of Joe Rich, regia di Sam Auster (2011)
- No God, No Master, regia di Terry Green (2013)
- Tales of Halloween, registi vari (2015)
- Officer Downe, regia di Shawn Crahan (2016)

#### Televisione
- JAG - Avvocati in divisa (JAG) – serie TV, 2 episodi (2001-2003)
- Arli$$ - serie TV, episodio 6x07 (2001)
- E.R. - Medici in prima linea (ER) – serie TV, episodio 7x20 (2001)
- Dark Angel – serie TV, episodio 2x14 (2002)
- She Spies – serie TV, episodio 1x04 (2002)
- The Lyon's Den - serie TV, episodio 1x10 (2003)
- Angel – serie TV, episodio 4x18 (2003)
- Star Trek: Enterprise - serie TV, episodio 3x07 (2003)
- Battlestar Galactica – serie TV, 11 episodi (2004-2005)
- Cold Case - Delitti irrisolti (Cold Case) – serie TV, episodio 1x22 (2004)
- Dragnet – serie TV, episodio 2x08 (2004)
- NCIS - Unità anticrimine (NCIS) – serie TV, episodio 1x21 (2004)
- Star Trek: New Voyages - serie TV, episodio 1x01 (2004)
- Inconceivable - serie TV, episodio 1x01 (2005)
- Dexter – serie TV,3 episodi (2006)
- Bones – serie TV, episodio 2x01 (2006)
- C'è sempre il sole a Philadelphia (It's Always Sunny in Philadelphia) – serie TV, episodio 3x03 (2007)
- CSI - Scena del crimine (CSI: Crime Scene Investigation) – serie TV, 2 episodi (2007-2008)
- Shark - Giustizia a tutti i costi (Shark) – serie TV, episodio 2x10 (2007)
- Smallville – serie TV, 16 episodi (2008-2009)
- The Walking Dead – serie TV, 2 episodi (2010)
- The Quinn-tuplets, regia di Mimi Leder - film TV (2010)
- Being Human – serie TV, 52 episodi (2011-2014)
- Grimm – serie TV, episodio 3x16 (2014)
- Stalker – serie TV, episodio 1x20 (2015)
- Rosewood – serie TV, episodio 1x10 (2015)
- C'era una volta (Once Upon a Time) – serie TV, 5 episodi (2016)
- Philip K. Dick's Electric Dreams – serie TV, episodio 1x05 (2017)
- Supergirl – serie TV, 23 episodi (2018-2020)
- Riverdale – serie TV, 5 episodi (2019)
- Mythic Quest - serie TV, episodio 3x07 (2022)

### Doppiatore
- Star Wars: Il potere della Forza (Star Wars: The Force Unleashed) – videogioco (2008)
- Soulcalibur IV - videogioco (2008)
- Star Wars: Il potere della Forza II (Star Wars: The Force Unleashed II) – videogioco (2010)
- Star Wars: The Clone Wars – serie animata, 14 episodi (2011-2013, 2020)
- Kinect Star Wars – videogioco (2012)
- LEGO Star Wars: The Empire Strikes Out, regia di Guy Vasilovich - film TV (2012)
- Space Dogs - Avventura sulla luna (Belka i Strelka: Lunnye priklyucheniya), regia di Inna Evlannikova, Aleksandr Khramtsov, Vadim Sotskov e Mike Disa (2014)
- Justice League: Il trono di Atlantide (Justice League: Throne of Atlantis), regia di Ethan Spaulding (2015)
- Star Wars Rebels – serie animata, 8 episodi (2015-2018)
- Disney Infinity 3.0 – videogioco (2015)
- Star Wars: Battlefront - videogioco (2015)
- Star Wars - Il risveglio della Forza (Star Wars: The Force Awakens), regia di J. J. Abrams (2015)
- LEGO Star Wars: Il risveglio della Forza (Lego Star Wars: The Force Awakens) - videogioco (2016)
- Rogue One: A Star Wars Story, regia di Gareth Edwards (2016)
- Star Wars - Gli ultimi Jedi (Star Wars: The Last Jedi), regia di Rian Johnson (2017)
- Star Wars: Battlefront II – videogioco (2017)
- Star Wars: Secrets of the Empire - videogioco (2017)
- Solo: A Star Wars Story, regia di Ron Howard (2018)
- Star Wars Resistance - serie TV, 3 episodi (2018-2020)
- Days Gone – videogioco (2019)
- Star Wars Jedi: Fallen Order - videogioco (2019)
- Star Wars - L'ascesa di Skywalker (Star Wars: The Rise of Skywalker), regia di J. J. Abrams (2019)
- Star Wars: Jedi Temple Challenge - programma TV, 10 episodi (2020)
- Star Wars: Squadrons - videogioco (2020)
- LEGO Star Wars: Racconti Spaventosi (LEGO Star Wars: Terrifying Tales), regia di Ken Cunningham - film TV (2021)
- The Book of Boba Fett - miniserie TV, episodio 1x01 (2021)
- Robot Chicken - serie TV, episodio 11x13 (2022)
- LEGO Star Wars: La saga degli Skywalker (Lego Star Wars: The Skywalker Saga) - videogioco (2022)
- The Callisto Protocol - videogioco (2022)
- Andor - serie TV, episodio 1x07 - voce del soldato costiero a Niamos (2022)[1]
- Horizon Forbidden West: Burning Shores - videogioco (2023)
- Star Wars Jedi: Survivor - videogioco (2023)
- The Mandalorian - serie TV, episodio 3x01 (2023)

## Doppiatori italiani
Nelle versioni in italiano delle opere in cui ha recitato, Sam Witwer è stato doppiato da:
- Gianfranco Miranda in Battlestar Galactica, The Mist
- Fabrizio Vidale in Rosewood, Tales of Halloween
- Nanni Baldini in Cold Case - Delitti irrisolti
- Riccardo Scarafoni in Dexter
- Fabrizio Picconi in NCIS - Unità anticrimine
- Francesco Venditti in Smallville
- Giuliano Bonetto in CSI - Scena del crimine
- Giorgio Borghetti in Being Human
- Stefano Crescentini in Grimm
- Roberto Chevalier in Stalker
- Simone D'Andrea in C'era una volta
- Massimo Triggiani in Supergirl
- Paolo De Santis in Riverdale
- Raffaele Carpentieri in Philip K. Dick's Electric Dreams

Da doppiatore è sostituito da:
- Edoardo Stoppacciaro in Star Wars: The Clone Wars, Star Wars Rebels, Disney Infinity 3.0, Solo: A Star Wars Story, Lego Star Wars: Rebuild the Galaxy
- Ruggero Andreozzi in Star Wars: il potere della Forza, Star Wars: il potere della Forza II
- Carlo Reali in Star Wars Rebels
- Claudio Moneta in Star Wars: Battlefront II
- Francesco Rizzi in Days Gone
- Francesco Mei in LEGO Star Wars: La saga degli Skywalker
- Antonino Saccone in Andor
- Roberto Palermo The Callisto Protocol [2]
- Francesco Vairano in Star Wars Jedi: Fallen Order[3]